# Louis Wüstenhagen

Louis Wüstenhagen, um 1871 in Couleur

Louis Wüstenhagen (* 21. Februar 1852 in Hecklingen; † 1. April 1916 ebenda; vollständiger Name: Louis Heinrich Andreas Wüstenhagen) war ein deutscher Unternehmer in der Zucker- und chemischen Industrie sowie Gutsbesitzer.

## Leben
Louis Wüstenhagen studierte an der Berliner Gewerbeakademie Chemie. Im Wintersemester 1869/1870 schloss er sich dort dem Verein der Sachsen, dem späteren Corps Saxonia-Berlin, an. Nach dem Studium trat er in die Zuckerfabrik ein, die sein Vater Ludwig Wüstenhagen 1858 in Hecklingen als erstes Industrieunternehmen des Ortes errichtet hatte.
In den Folgejahren nahm das Unternehmen die Fabrikation von Magnesiumsulfat-Heptahydrat (sog. „Bittersalz“) auf, das aus den Abraumsalzen des Staßfurter Kalibergbaus gewonnen wurde. 1885 war das Unternehmen einer der beiden etablierten deutschen Hersteller von Bittersalz. 1894 wandelte er das Unternehmen in eine GmbH mit 15 weiteren Gesellschaftern um.
Um 1900 entwickelte Wüstenhagen & Co. als erstes Unternehmen ein Verfahren zur Konservierung von Rübenkraut, mit dem dieses konkurrenzfähig für den Futtermittelmarkt erschlossen werden konnte. Das Verfahren umfasste die Schritte Reinigung der Blätter in einer Vorreinigungstrommel, Entfernung von Eisenteilen durch Magnetscheidung, Zerkleinerung in einer Vorhhäckselung und Nachschneidung, Trocknung in mit Treppenrostfeuerung ausgestatteten rotierenden Trommeln sowie Abkühlung und Lagerung als Schüttgut.
Neben seiner unternehmerischen Tätigkeit bewirtschaftete Wüstenhagen das Gut der Familie in Hecklingen. Er war Hauptmann der Landwehr im 1. Garde-Feldartillerie-Regiment.

## Auszeichnungen
- Louis Wüstenhagen trug den Ehrentitel eines Oberamtmanns.